# Otto Harrassowitz

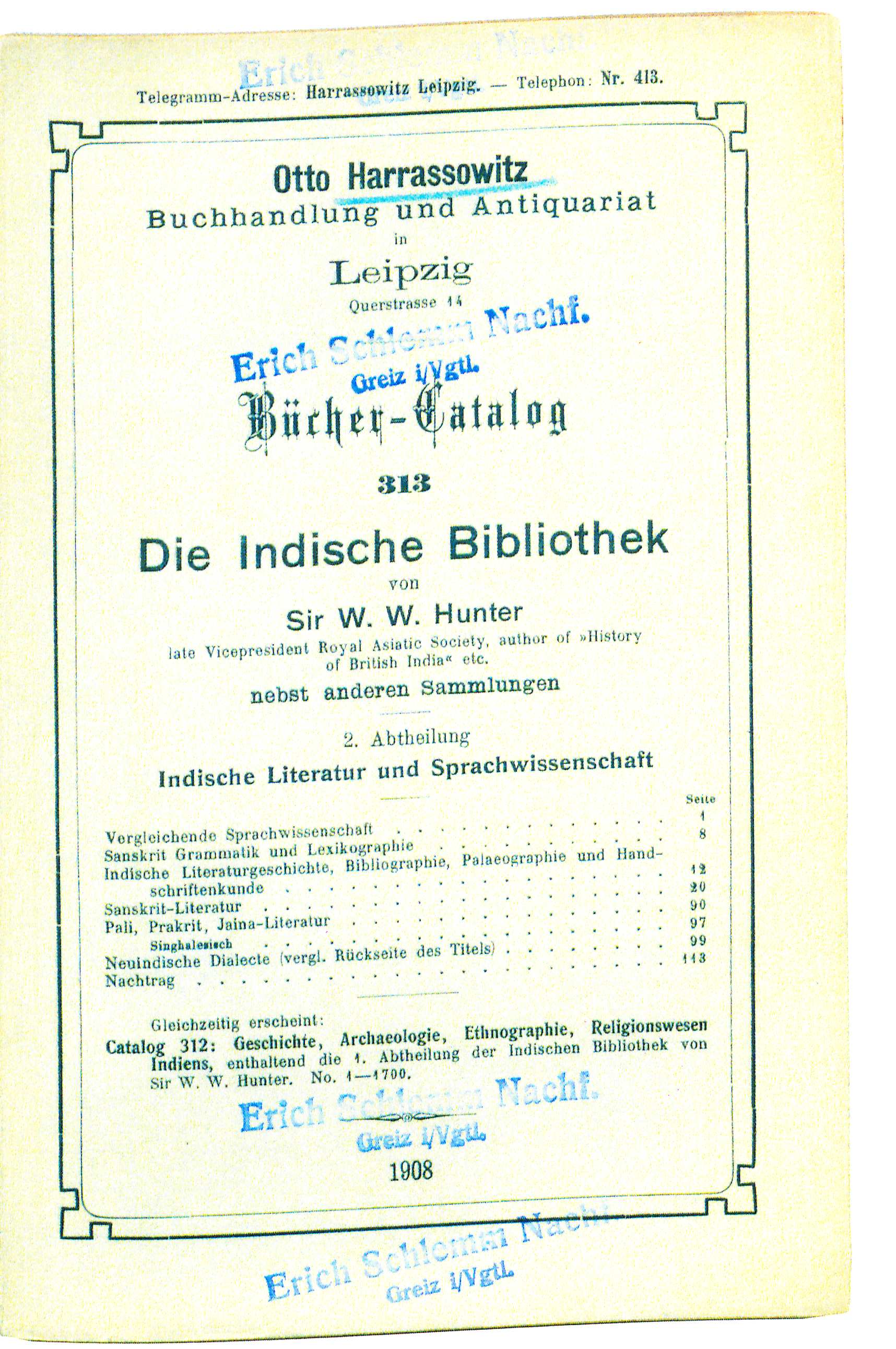
Katalog 313: Die indische Bibliothek von William Wilson Hunter (1908)

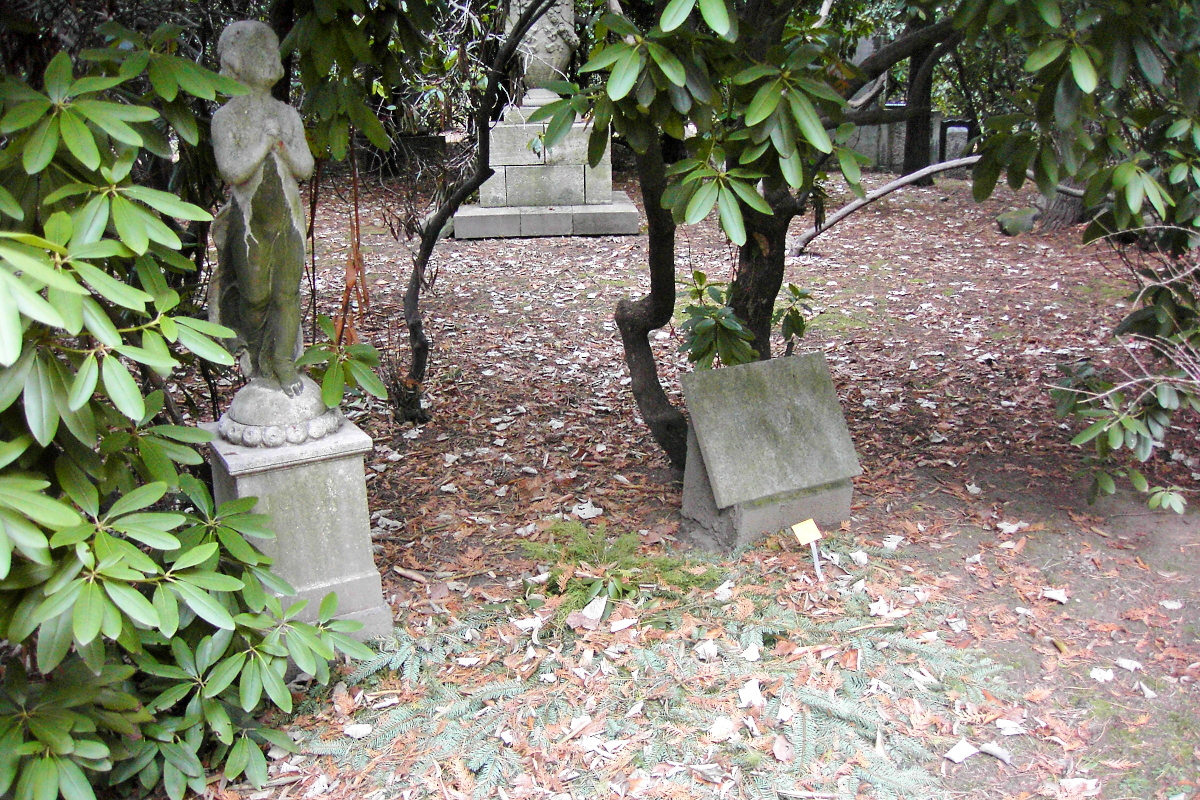
Grab von Otto Harrassowitz, Leipzig Südfriedhof

Otto Wilhelm Harrassowitz (* 18. Dezember 1845 in La Guayara, Venezuela; † 24. Juni 1920 in Gaschwitz, Sachsen) war ein deutscher Antiquar, Verleger und Autor. Der von ihm  mitgegründete Harrassowitz Verlag existiert bis heute.
Der spätere königlich sächsische Hofrat Harrassowitz kam mit zehn Jahren nach Deutschland. 1864 begann er eine Buchhändlerlehre beim Leipziger Antiquariat K. F. Koehler in Leipzig, nach Ende seiner vierjährigen Lehrzeit blieb er noch drei Jahre als Gehilfe in der Firma. Es folgte ein Auslandsaufenthalt bei der Firma Frederic Muller in Amsterdam.
1872 gründete er mit Oscar Richter die Buchhandlung Richter & Harrassowitz. Nach dem Ausstieg von Richter im Jahr 1875 war er alleiniger Besitzer. Ab 1882 konzentrierte sich Harrassowitz in seiner Firma auf die Geisteswissenschaften. 1894 kaufte er die Firma K. F. Koehler. Neben dem Antiquariat übernahm Harrassowitz als Verlag auch das 1884 gegründete Zentralblatt für Bibliothekswesen. Der Verlag entwickelte sich zu einem Spezial-Antiquariat, das sich durch seine annähernd 500 Antiquariatskataloge einen weltweiten Ruf erarbeitete. Otto Harrassowitz wurde 1920 auf dem Leipziger Südfriedhof beigesetzt.